# Bradley Barcola
Bradley Laurent Barcola (Villeurbanne, 2 settembre 2002) è un calciatore francese, attaccante del Paris Saint-Germain e della nazionale francese.

## Biografia
Nato a Villeurbanne nella Metropoli di Lione da genitori di origini togolesi, è il fratello di Malcolm Barcola, anch'egli calciatore professionista.

## Caratteristiche tecniche
È un attaccante versatile, capace di svariare su tutto il fronte offensivo sia come mezza punta che come attaccante centrale. Possiede un'ottima tecnica di dribbling con la quale riesce a saltare l'uomo, sfrutta bene il destro per calciare dalla media distanza, oltre a essere un bravo passatore. Quando taglia in area di rigore avversaria si rivela veloce e preciso, è stato paragonato a Pierre-Emerick Aubameyang.

## Carriera

### Club

#### Olympique Lione
Cresciuto calcisticamente nelle giovanili dell'Olympique Lione, debutta in prima squadra il 4 novembre 2021, in occasione del match di UEFA Europa League vinto per 3-0 contro lo Sparta Praga, in cui prende il posto nei minuti finali di gioco di Rayan Cherki e serve l'assist per l'ultima rete a Karl Toko Ekambi. Fa il suo esordio in campionato il 1º febbraio 2022 in occasione della partita vinta per 2-1 contro l'Olympique Marsiglia, entrando in campo nel secondo tempo al posto di Malo Gusto. Il 7 gennaio 2023 mette a segno la sua prima rete da professionista, aprendo le marcature nella partita vinta per 2-1 contro il Metz valida per la Coppa di Francia, con lo stesso risultato si conclude la partita vinta contro il Grenoble dove Barcola segna con un colpo di testa. Durante il campionato francese segna una rete contro il Troyes, l'Angers e il Rennes vincendo tutti e tre i match con il risultato di 3-1, inoltre il suo gol decide la vittoria per 1-0 contro il Paris Saint-Germain.

#### Paris Saint-Germain
Il 31 agosto 2023 firma un contratto di cinque anni con il Paris Saint-Germain, che versa nelle casse dell'Olympique Lione la clausola rescissoria di 45 milioni di euro.
Il 14 febbraio 2024 segna la prima rete in UEFA Champions League, siglando il definitivo 2-0 nella partita di andata degli ottavi di finale contro gli spagnoli della Real Sociedad. Vince il campionato francese, segnando una rete a testa nei successi contro Nantes, Nizza e Lens.  
Il 16 agosto 2024 inizia la stagione successiva nel migliore dei modi, siglando il gol del 3-1 nella vittoria in trasferta per 4-1 contro il Le Havre.  Il 6 aprile 2025 si laurea campione di Francia con 6 turni di anticipo nel successo per 1-0 contro l'Angers. 
Il 24 maggio 2025 vince la Coppa di Francia, siglando una doppietta nella finale contro il Reims, vinta 3-0.  Il 31 maggio, vince la sua prima Champions League, subentrando al 65' e servendo l'assist a Mayulu per il 5-0 finale contro l'Inter. 

### Nazionale
Nel gennaio del 2020 viene convocato dalla rappresentativa Under-18 della Francia, senza tuttavia esordire.
Nel giugno 2023 viene convocato per il campionato europeo Under-21 organizzato in Georgia e Romania. Esordisce alla prima partita contro i pari età dell'Italia, mettendo a segno la rete del definitivo 2-1.
Il 16 maggio 2024 viene chiamato per la prima volta dalla nazionale maggiore, venendo incluso nella lista dei convocati per Euro 2024. Esordisce con la selezione transalpina il 5 giugno seguente nell'amichevole vinta 3-0 contro il Lussemburgo. Nella coppa continentale, il 5 luglio, ai quarti di finale contro il Portogallo la partita si conclude ai rigori e Barcola è tra i giocatori che segna dagli undici metri vincendo per 5-3.
Segna la sua prima rete il 6 settembre 2024, dopo 13 secondi dal fischio d'inizio della gara di Nations League persa poi 1-3 contro l'Italia; al contempo questa è stata la rete più veloce nella storia dei blues.

## Statistiche

### Presenze e reti nei club
Statistiche aggiornate al 11 marzo 2025.
| Stagione                   | Squadra                    | Campionato                 | Campionato | Campionato | Coppe nazionali | Coppe nazionali | Coppe nazionali | Coppe continentali | Coppe continentali | Coppe continentali | Altre coppe | Altre coppe | Altre coppe | Totale | Totale | Totale |
| Stagione                   | Squadra                    | Comp                       | Pres       | Reti       | Comp            | Pres            | Reti            | Comp               | Pres               | Reti               | Comp        | Pres        | Reti        | Pres   | Reti   |        |
| -------------------------- | -------------------------- | -------------------------- | ---------- | ---------- | --------------- | --------------- | --------------- | ------------------ | ------------------ | ------------------ | ----------- | ----------- | ----------- | ------ | ------ | ------ |
| 2021-2022                  | Olympique Lione            | L1                         | 11         | 0          | CF              | 0               | 0               | UEL                | 2                  | 0                  | -           | -           | -           | 13     | 0      |        |
| 2022-2023                  | Olympique Lione            | L1                         | 26         | 5          | CF              | 5               | 2               | -                  | -                  | -                  | -           | -           | -           | 31     | 7      |        |
| ago. 2023                  | Olympique Lione            | L1                         | 3          | 0          | CF              | -               | -               | -                  | -                  | -                  | -           | -           | -           | 3      | 0      |        |
| Totale Olympique Lione     | Totale Olympique Lione     | Totale Olympique Lione     | 40         | 5          |                 | 5               | 2               |                    | 2                  | 0                  |             | -           | -           | 47     | 7      |        |
| set. 2023-2024             | Paris Saint-Germain        | L1                         | 25         | 4          | CF              | 3               | 0               | UCL                | 10                 | 1                  | SF          | 1           | 0           | 39     | 5      |        |
| 2024-2025                  | Paris Saint-Germain        | L1                         | 26         | 14         | CF              | 5               | 4               | UCL                | 11                 | 3                  | SF+Cmc      | 1+0         | 0           | 43     | 21     |        |
| Totale Paris Saint-Germain | Totale Paris Saint-Germain | Totale Paris Saint-Germain | 51         | 18         |                 | 8               | 4               |                    | 21                 | 4                  |             | 1           | 0           | 82     | 26     |        |
| Totale carriera            | Totale carriera            | Totale carriera            | 91         | 23         |                 | 13              | 6               |                    | 23                 | 4                  |             | 2           | 0           | 129    | 33     |        |

### Cronologia presenze e reti in nazionale
| Cronologia completa delle presenze e delle reti in nazionale ― Francia | Cronologia completa delle presenze e delle reti in nazionale ― Francia | Cronologia completa delle presenze e delle reti in nazionale ― Francia | Cronologia completa delle presenze e delle reti in nazionale ― Francia | Cronologia completa delle presenze e delle reti in nazionale ― Francia | Cronologia completa delle presenze e delle reti in nazionale ― Francia | Cronologia completa delle presenze e delle reti in nazionale ― Francia | Cronologia completa delle presenze e delle reti in nazionale ― Francia |
| Data                                                                   | Città                                                                  | In casa                                                                | Risultato                                                              | Ospiti                                                                 | Competizione                                                           | Reti                                                                   | Note                                                                   |
| ---------------------------------------------------------------------- | ---------------------------------------------------------------------- | ---------------------------------------------------------------------- | ---------------------------------------------------------------------- | ---------------------------------------------------------------------- | ---------------------------------------------------------------------- | ---------------------------------------------------------------------- | ---------------------------------------------------------------------- |
| 5-6-2024                                                               | Metz                                                                   | Francia                                                                | 3 – 0                                                                  | Lussemburgo                                                            | Amichevole                                                             | -                                                                      | 81’                                                                    |
| 9-6-2024                                                               | Bordeaux                                                               | Francia                                                                | 0 – 0                                                                  | Canada                                                                 | Amichevole                                                             | -                                                                      | 62’                                                                    |
| 25-6-2024                                                              | Dortmund                                                               | Francia                                                                | 1 – 1                                                                  | Polonia                                                                | Euro 2024 - 1º turno                                                   | -                                                                      | 61’                                                                    |
| 5-7-2024                                                               | Amburgo                                                                | Portogallo                                                             | 0 – 0 dts (3 – 5 dtr)                                                  | Francia                                                                | Euro 2024 - Quarti di finale                                           | -                                                                      | 106’                                                                   |
| 9-7-2024                                                               | Monaco di Baviera                                                      | Spagna                                                                 | 2 – 1                                                                  | Francia                                                                | Euro 2024 - Semifinale                                                 | -                                                                      | 62’                                                                    |
| 6-9-2024                                                               | Parigi                                                                 | Francia                                                                | 1 – 3                                                                  | Italia                                                                 | UEFA Nations League 2024-2025 - 1º turno                               | 1                                                                      |                                                                        |
| 9-9-2024                                                               | Lione                                                                  | Francia                                                                | 2 – 0                                                                  | Belgio                                                                 | UEFA Nations League 2024-2025 - 1º turno                               | -                                                                      | 67’                                                                    |
| 10-10-2024                                                             | Budapest                                                               | Israele                                                                | 1 – 4                                                                  | Francia                                                                | UEFA Nations League 2024-2025 - 1º turno                               | 1                                                                      | 70’                                                                    |
| 14-10-2024                                                             | Bruxelles                                                              | Belgio                                                                 | 1 – 2                                                                  | Francia                                                                | UEFA Nations League 2024-2025 - 1º turno                               | -                                                                      | 73’                                                                    |
| 14-11-2024                                                             | Saint-Denis                                                            | Francia                                                                | 0 – 0                                                                  | Israele                                                                | UEFA Nations League 2024-2025 - 1º turno                               | -                                                                      | 71’                                                                    |
| 17-11-2024                                                             | Milano                                                                 | Italia                                                                 | 1 – 3                                                                  | Francia                                                                | UEFA Nations League 2024-2025 - 1º turno                               | -                                                                      | 78’                                                                    |
| 20-3-2025                                                              | Spalato                                                                | Croazia                                                                | 2 – 0                                                                  | Francia                                                                | UEFA Nations League 2024-2025 - Quarti di finale                       | -                                                                      | 64’                                                                    |
| 23-3-2025                                                              | Saint-Denis                                                            | Francia                                                                | 2 – 0 dts (5 – 4 dtr)                                                  | Croazia                                                                | UEFA Nations League 2024-2025 - Quarti di finale                       | -                                                                      | 66’                                                                    |
| 5-6-2025                                                               | Stoccarda                                                              | Spagna                                                                 | 5 – 4                                                                  | Francia                                                                | UEFA Nations League 2024-2025 - Semifinale                             | -                                                                      | 63’                                                                    |
| Totale                                                                 |                                                                        | Presenze                                                               | 14                                                                     |                                                                        | Reti                                                                   | 2                                                                      |                                                                        |

| Cronologia completa delle presenze e delle reti in nazionale ― Francia under 21 | Cronologia completa delle presenze e delle reti in nazionale ― Francia under 21 | Cronologia completa delle presenze e delle reti in nazionale ― Francia under 21 | Cronologia completa delle presenze e delle reti in nazionale ― Francia under 21 | Cronologia completa delle presenze e delle reti in nazionale ― Francia under 21 | Cronologia completa delle presenze e delle reti in nazionale ― Francia under 21 | Cronologia completa delle presenze e delle reti in nazionale ― Francia under 21 | Cronologia completa delle presenze e delle reti in nazionale ― Francia under 21 |
| Data                                                                            | Città                                                                           | In casa                                                                         | Risultato                                                                       | Ospiti                                                                          | Competizione                                                                    | Reti                                                                            | Note                                                                            |
| ------------------------------------------------------------------------------- | ------------------------------------------------------------------------------- | ------------------------------------------------------------------------------- | ------------------------------------------------------------------------------- | ------------------------------------------------------------------------------- | ------------------------------------------------------------------------------- | ------------------------------------------------------------------------------- | ------------------------------------------------------------------------------- |
| 25-3-2023                                                                       | Leicester                                                                       | Inghilterra under 21                                                            | 4 – 0                                                                           | Francia under 21                                                                | Amichevole                                                                      | -                                                                               | 74’                                                                             |
| 28-3-2023                                                                       | Vannes                                                                          | Francia under 21                                                                | 0 – 0                                                                           | Spagna under 21                                                                 | Amichevole                                                                      | -                                                                               | 43’ 71’                                                                         |
| 22-6-2023                                                                       | Cluj-Napoca                                                                     | Francia under 21                                                                | 2 – 1                                                                           | Italia under 21                                                                 | Europeo Under-21 2023 - 1º turno                                                | 1                                                                               | 64’                                                                             |
| 25-6-2023                                                                       | Cluj-Napoca                                                                     | Norvegia under 21                                                               | 0 – 1                                                                           | Francia under 21                                                                | Europeo Under-21 2023 - 1º turno                                                | -                                                                               | 65’                                                                             |
| 28-6-2023                                                                       | Cluj-Napoca                                                                     | Svizzera under 21                                                               | 1 – 4                                                                           | Francia under 21                                                                | Europeo Under-21 2023 - 1º turno                                                | 1                                                                               | 86’                                                                             |
| 2-7-2023                                                                        | Cluj-Napoca                                                                     | Francia under 21                                                                | 1 – 3                                                                           | Ucraina under 21                                                                | Europeo Under-21 2023 - Quarti di finale                                        | 1                                                                               |                                                                                 |
| Totale                                                                          |                                                                                 | Presenze                                                                        | 6                                                                               |                                                                                 | Reti                                                                            | 3                                                                               |                                                                                 |

## Palmarès

### Club

#### Competizioni nazionali
- Supercoppa francese: 2

Paris Saint-Germain: 2023, 2024
- Campionato francese: 2

Paris Saint-Germain: 2023-2024, 2024-2025
- Coppa di Francia: 2

Paris Saint-Germain: 2023-2024, 2024-2025

#### Competizioni internazionali
- UEFA Champions League: 1

Paris Saint-Germain: 2024-2025
- Supercoppa UEFA: 1

Paris Saint-Germain: 2025